# Weißer Briefkasten

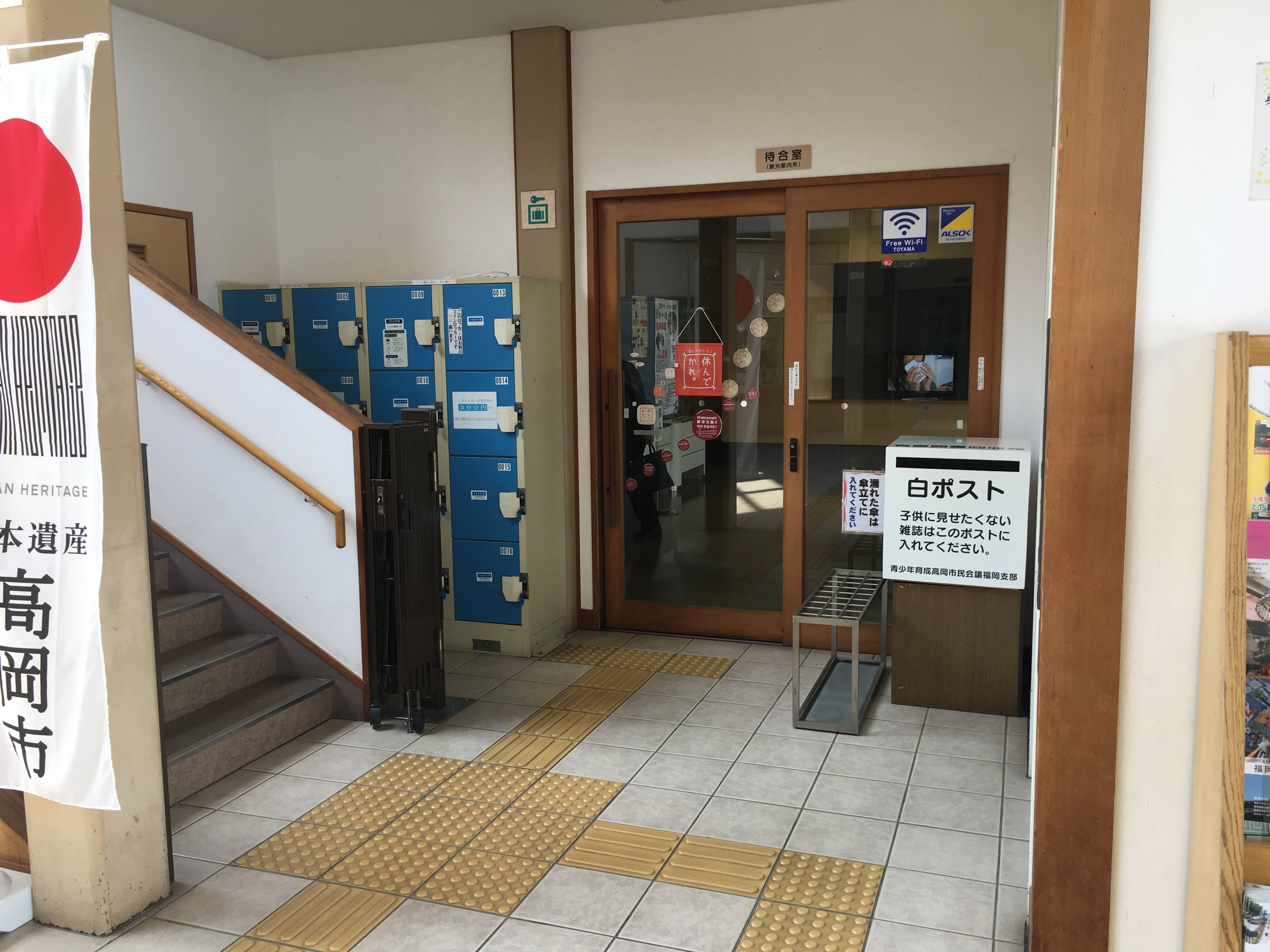
Weißer Briefkasten im Bahnhof Fukuoka von Takaoka

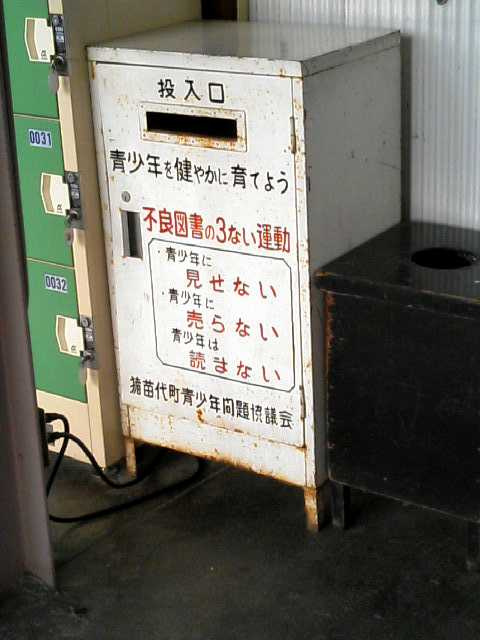
Weißer Briefkasten in Inawashiro

Ein weißer Briefkasten (japanisch 白ポスト Shiro posuto) ist ein Abfallbehälter zur kindersicheren Sammlung pornografischen Materials. Die Bezeichnung kommt daher, dass diese Behälter meist weiß lackiert sind.

## Geschichte
Weiße Briefkästen werden mindestens seit 1963 oder 1964 in Amagasaki in der Präfektur Hyōgo verwendet. Später hat sich das Aufstellen weißer Briefkästen als Maßnahme des Jugendschutzes landesweit durchgesetzt.

## Funktion
Weiße Briefkästen dienen dazu, pornografische Zeitschriften und DVDs, sowie anderes jugendgefährdendes Material in einer kindersicheren Weise zu entsorgen. Sie werden häufig von den örtlichen Behörden betrieben und regelmäßig geleert. Eingesammelte Bücher werden typischerweise verbrannt.
Besonders rücksichtsvolle Personen verpacken das zu entsorgende Material sorgfältig in Papier, damit während des Einwerfens in den weißen Briefkasten niemand durch den Anblick von Pornografie belästigt wird.

## Verbreitung
In der Präfektur Nagasaki gibt es 84 weiße Briefkästen, in der Präfektur Fukuoka gibt es 48 und in der Präfektur Kumamoto immerhin 12 derartige Behälter; in der Präfektur Miyazaki sowie der Präfektur Kagoshima sind jeweils 5 weiße Briefkästen belegt. Selbst im Zeitalter der Internetpornografie besteht noch Bedarf für die Entsorgung von pornografischen Druckerzeugnissen sowie DVDs in weißen Briefkästen.